# کولبرت مارلو
کولبرت مارلو (انگلیسی: Colbert Marlot؛ زادهٔ ۴ مارس ۱۹۶۳) بازیکن فوتبال اهل فرانسه است.
از باشگاه‌هایی که در آن بازی کرده‌است می‌توان به باشگاه فوتبال نیس و باشگاه فوتبال لانس اشاره کرد.